# Das Lächeln
Das Lächeln (Originaltitel: Le sourire) ist ein französisches Erotikdrama von Claude Miller aus dem Jahr 1994. Neben dem älteren Jean-Pierre Marielle spielt die junge Emmanuelle Seigner in der Geschichte mit, die sich zwischen Wirklichkeit und Einbildung bewegt. Zu Beginn zitiert der Film einen Vers von Xan Piao aus dem 12. Buch der Weisheit: „Beeilen wir uns, die schönen Geschöpfe und die Jugend auszukosten. Trinken wir die Weine, die Düfte. Lassen wir die Blume der Jahreszeit nicht verblühen.“

## Handlung
Der angesehene Psychiater Pierre-François, der in seiner Klinik auf dem Lande, in der Charente, unter anderen Patienten die junge Nymphomanin Brigitte behandelt, erleidet einen Herzanfall. Seine Kollegin Gaby macht ihm klar, dass der nächste Anfall jederzeit erfolgen kann und er möglicherweise nur noch kurze Zeit zu leben habe. Darob verliert er seine Freude an allem und er verspürt Lebensüberdruss. Er hat das Bedürfnis, seiner Ex-Frau Chantal, ihrem alten Wunsch entsprechend, die Zeichnung eines barbusigen Mädchens zu schenken. Im Zugabteil begegnet er der jungen, sinnlichen Odile, die, auf den Sitzen schlafend, ihn nicht bemerkt und den älteren Herrn unvermittelt in ihren Bann schlägt.
Odile ihrerseits ist der Faszination einer Stripschau mit vier Tänzerinnen erlegen, die vom Unterhaltungskünstler Jean-Jean auf dem Rummelplatz des nahen Saint-Trojan-les-Bains veranstaltet wird. Von Jean-Jean eingeladen, bei ihm zu arbeiten, lehnt sie vorerst ab. Zufällig entdeckt Pierre-François sie beim Tennisspielen; er blüht in ihrer Nähe auf, sie verabreden sich für den Abend und besuchen gemeinsam die Stripschau. Beim Abschied versucht er sie zu küssen und erhält eine Abfuhr. Doch sie vergibt ihm sein Benehmen und trifft ihn wieder. Als sie sich entschließt zu strippen, rät ihr Jean-Jean, es nicht in der Umgebung von Familie und Freunden zu tun. Er fährt mit ihr und Pierre-François als Begleiter ins entfernte Angoulême zu seinem Freund „Die Tante“, der im selben Geschäft ist wie er selbst. Dieser weiß aber noch nicht recht, wie er Odile in sein Programm integrieren soll. Bei einem Essen kommt das Thema Sex zur Sprache, und Odile läuft davon. Nach einem Schwächeanfall bezieht Pierre-François ein Hotelzimmer. Nachts kommt Odile und schläft mit ihm. Am nächsten Tag erhält Odile einen Auftritt: Umringt von anderen Nackttänzerinnen entblättert sie sich vollständig, begibt sich ins Publikum und stirbt. Zurück auf dem Lande, sehnt ihr Pierre-François nach.

## Kritiken
Der Guide des films schrieb, aus der dunklen Grundierung keime Humor, getragen von einem „einmal mehr genialen“ Jean-Pierre Marielle. Trotz der Trivialität der Erzählung zeichne sich das Werk durch Hedonismus und Lebendigkeit aus, erstrahle ob Seigners „sinnlicher Schönheit“.
Das Lexikon des internationalen Films urteilte zwiegespalten: „Die sehr knappen Dialoge des Films bieten einige schöne Momente, die Inszenierung lässt es nicht an Originalität mangeln, und die Darsteller sind beeindruckend. Allerdings lässt sich Claude Miller zu recht ausgiebigen Darstellungen der Striptease-Shows hinreißen.“